# The Case of the Golden Idol
The Case of the Golden Idol est un jeu vidéo indépendant d'aventure et de réflexion publié en 2022 et développé par le studio letton Color Gray Games.
Deux chapitres additionnels sont publiés en 2023 sous forme de DLC payants. Le premier, The Spider of Lanka, est publié le 4 mai 2023 et le second, The Lemurian Vampire, est publié le 31 août 2023. 
Une suite intitulée The Rise of the Golden Idol est sortie le 12 novembre 2024.

## Système de jeu
Le jeu est situé dans une Angleterre alternative de la fin du 18e siècle et raconte l'histoire d'une idole d'or dotée de pouvoirs magiques. Il présente une douzaine de tableaux dans lequel le joueur doit deviner ce qu'il s'est passé, en trouvant des indices grâce à une interface s'inspirant des anciens jeux en pointer-cliquer.

## Développement
Pour le concepteur du jeu Andrejs Klavins, l'idée est venue d'un manque de jeux de réflexion tels que Her Story ou Return of the Obra Dinn capables de faire en sorte que le joueur se prenne pour un détective.
Une version nommée The Case of the Golden Idol Redux est sortie sur toutes les plateformes le 10 octobre 2024. Cette mise à jour est gratuite pour tous les actuels possesseurs du jeu. La mise à jour offre plusieurs fonctionnalités sur la qualité de jeu, notamment un nouveau système d'indices, des améliorations de l'interface (en particulier pour le Steam Deck) et des options de localisation supplémentaires.

## Réception
Le jeu reçoit des critiques généralement positives, avec une note de 84 sur 100, selon les notes agrégées par Metacritic. Le Monde salue un jeu d'aventure qui ne tient pas le joueur par la main. Il est nommé « meilleure histoire de l'année 2022 » par le magazine PC Gamer.
The Case of the Golden Idol se vend à 250 000 exemplaires, ce qui en fait un succès pour ses créateurs, les deux frères Andrejs et Ernests Kļaviņš, et les pousse à travailler sur un nouvel opus, The Rise of the Golden Idol.